# Cheiracanthium elegans
Cheiracanthium elegans es una especie de araña del género Cheiracanthium, familia Cheiracanthiidae, suborden Araneomorphae. Fue descrita científicamente por Thorell en 1875.

## Distribución
Se distribuye por Europa, Turquía, Cáucaso, Rusia (Europa al sur de Siberia), Kazajistán, Irán y Asia Central.